# 你从未在此
是一部2017年英法美合拍的惊悚悬疑片，琳恩·拉姆塞编剧并执导，改编自美国作家喬納森·亞莫斯所著的同名小说。瓦昆·菲尼克斯、葉卡捷琳娜·山姆索諾夫、艾力克斯·馬奈特、約翰·多曼和茱蒂絲·羅伯茲主演。
該片入選第70屆坎城影展正式競賽片，并获得最佳劇本獎和最佳男演員獎。

## 剧情
讲述一名退伍军人试图去拯救一名陷入魔窟的少女。

## 演員
- 瓦昆·菲尼克斯 飾 Joe
- 葉卡捷琳娜·山姆索諾夫（英语：Ekaterina Samsonov） 飾 Nina Votto
- 艾力克斯·馬奈特 飾 參議員Albert Votto
- 約翰·多曼（英语：John Doman） 飾 John McCleary
- 茱蒂絲·羅伯茲（英语：Judith Roberts (actress)） 飾 Joe的母亲
- 亞歷桑德羅·尼沃拉 飾 州長Williams

## 制作
2016年8月18日在纽约市开拍；2017年5月2日媒体报道英国作曲家强尼·格林伍德担任影片配乐工作。

## 评价
影片在第70屆坎城影展上获得了好评，尤其是导演功力、菲尼克斯的表演以及格林伍德的配乐方面。
根據爛番茄基於288條評論（257條好評，31條差評），新鮮度89%，平均分數8.3／10，在Metacritic上根據41條評論（38條好評，3篇褒貶不一），獲得84分（滿分100），代表“普遍好評”。